# Jaakow Fichman
Jaakow Fichman (ur. 25 listopada 1881 w Bielcach, zm. 18 maja 1958 w Tel-Awiwie) – żydowski poeta i krytyk literacki. 

## Życiorys
Żydowski poeta i krytyk literacki, tworzący w języku hebrajskim. Tworzył i pracował w Odessie, Warszawie, od 1925 roku w Palestynie. Był redaktorem czasopism hebrajskich i wydawcą dzieł klasyków nowoczesnej literatury hebrajskiej, także autorem impresjonistycznych liryków, m.in. tomu Giwolim (hebr., Poezje; 1911), i zbiorów esejów.  Autor najbardziej „nostalgicznych chyba wspomnień o hebrajskiej Warszawie”.
W 1930 roku reprezentował Związek Pisarzy Hebrajskich w Tel Awiwie na kongresie założycielskim Zrzeszenia Literatów i Dziennikarzy Hebrajskich w Polsce.
W 1943 roku otrzymał Nagrodę Bielika za tomik poezji Corner of the Field. W 1943 po raz drugi otrzymał nagrodę za całokształt pracy. W 1957 roku odebrał nagrodę państwową Izraela w dziedzinie literatury.

## Wybrane publikacje
- Ruchot menagnot, Jeruszalajim 1952
- Kitvê, Tel-Aviv, 1959
- Poezje nowohebrajskie, Warszawa, 1986
- Midnight,  Yale, 2020
- Ruth   Yale, 2020